# Palais Pompei
Le Palazzo Pompei est un bâtiment Renaissance situé à Vérone, dont la construction a été commandée par la famille Lavezzola au célèbre architecte de la Renaissance Michele Sanmicheli. Construit au XVIe siècle, il fut acheté quelques années après la fin des travaux par la famille Pompei qui, vers 1830, en fit don à l'administration municipale, qui y installa le musée civique d'histoire naturelle.

## Histoire

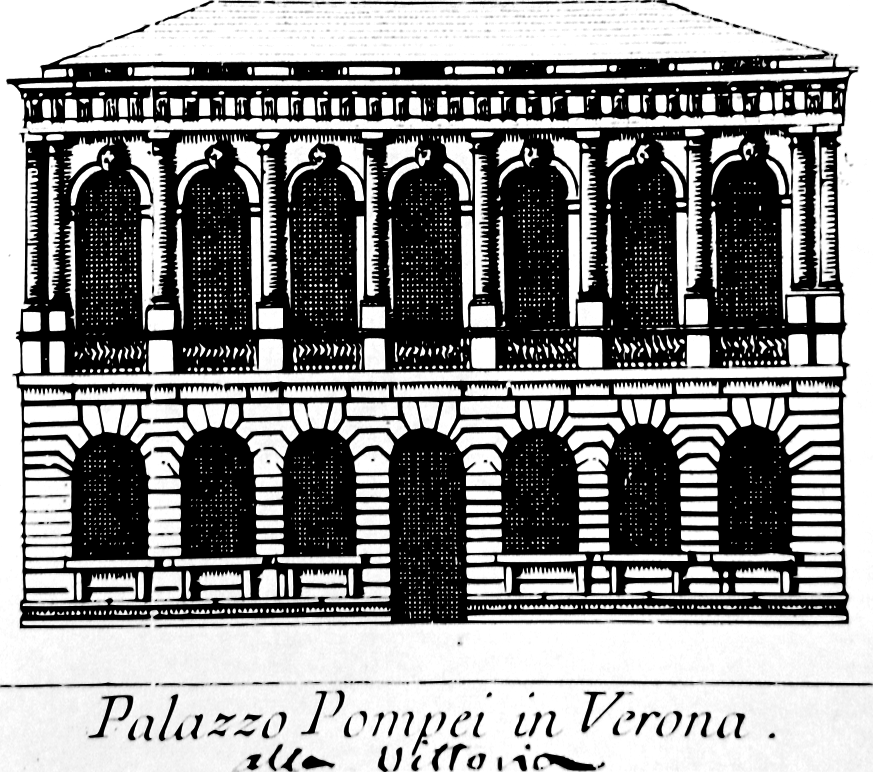
Image représentant la façade du bâtiment

La construction du palais noble fut confiée au célèbre architecte véronais de la Renaissance Michele Sanmicheli (fondateur de l'Académie philharmonique), et fut probablement achevée entre 1535 et 1540. Le bâtiment a ensuite été acheté par la famille Pompei, et deviendra la résidence d'Alessandro Pompei, le membre le plus illustre de la famille et l'un des plus grands spécialistes de l'architecture néoclassique de la région de Vérone, auteur des portiques du Musée lapidaire Maffeian et de la douane de San Fermo. Pompei fut également l'auteur de deux grands tableaux contenant des pierres et des marbres extraits de la région de Vérone, soigneusement classés, qui allèrent enrichir le palais mais furent perdus par la suite.
Vers 1830, le bâtiment a été donné par les propriétaires, Alessandro et Giulio Pompei, à la municipalité de Vérone en raison de l'extinction de la famille ; à l'occasion, l'Administration a également acheté le bâtiment qui la flanque, appartenant aux marquis Carlotti. Le complexe a ensuite été restauré afin d'abriter le musée civique d'histoire naturelle, tandis que la collection des anciens propriétaires, qui parmi les différentes œuvres comprenait également un tableau d'Albrecht Dürer, a été déplacée et exposée au musée de Castelvecchio.

## Description

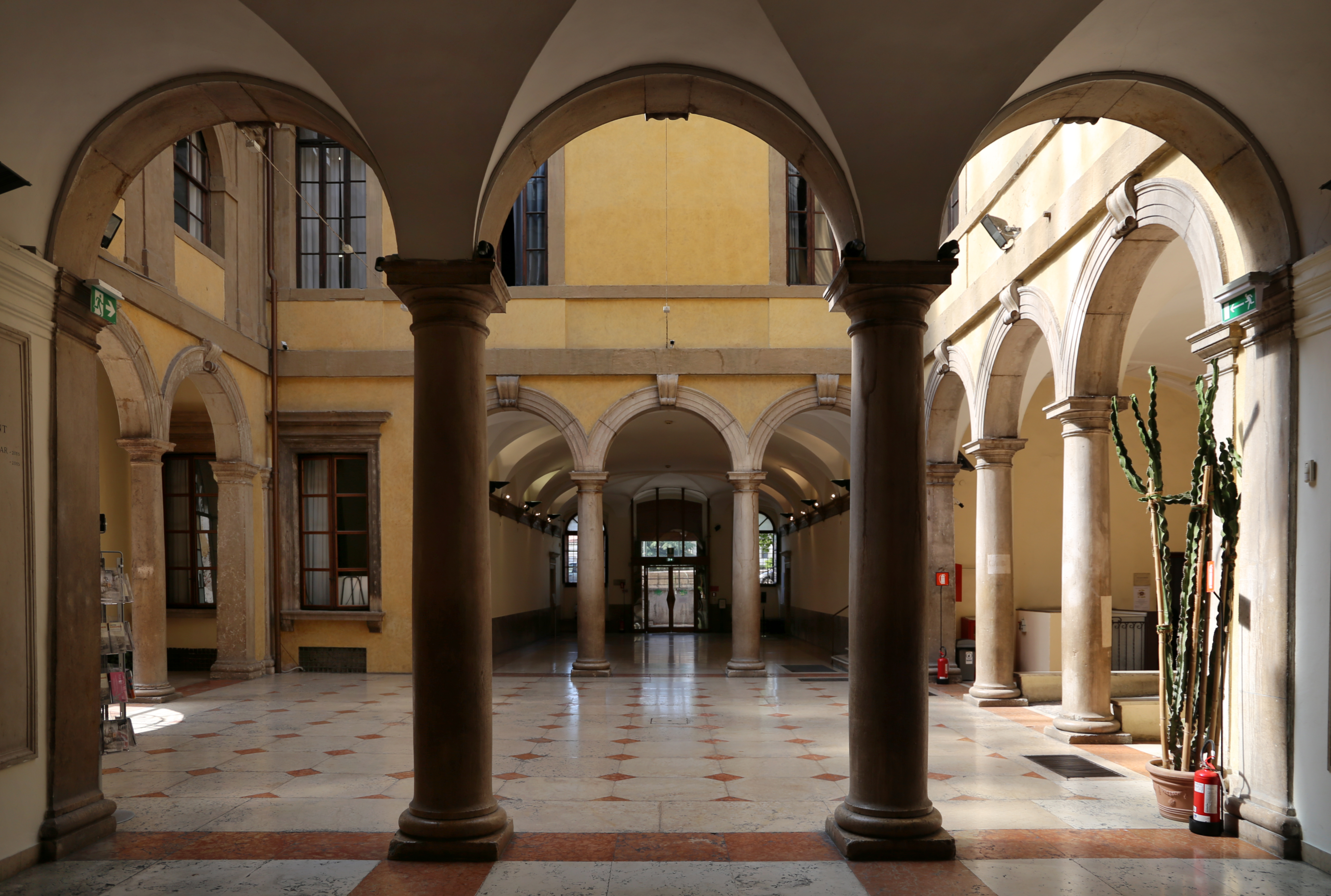
La cour d'honneur de l'édifice, avec des portiques sur les quatre côtés

Le bâtiment a une façade simple mais élégante, disposée sur deux niveaux : le rez-de-chaussée en pierre de taille rustique et l'étage noble caractérisé par les éléments d'ordre dorique. Le deuxième niveau, enserré entre les deux piliers d'angle, est rythmé par huit colonnes cannelées, entre lesquelles s'ouvrent sept grandes fenêtres à balustrades et mascarons sur clé de voûte. La façade est fermée par une haute corniche qui, exceptionnellement, présente des triglyphes sans cimaise,,.
A l'intérieur, l'axe central divise le bâtiment en deux parties presque symétriques, qui se distingue par le patio entouré sur quatre côtés par une colonnade, accessible depuis un vestibule d'entrée, à gauche duquel se trouve un escalier monumental qui permet l'accès au rez-de-chaussée,.
Aujourd'hui, le bâtiment présente l'itinéraire de visite du musée civique d'histoire naturelle avec seize salles d'exposition, la bibliothèque, les laboratoires, les dépôts des collections naturalistes véronaises et les bureaux de gestion.